# Ritterella folium
Ritterella folium is een zakpijpensoort uit de familie van de Ritterellidae. De wetenschappelijke naam van de soort werd in 1991 voor het eerst geldig gepubliceerd door het echtpaar Claude en Francoise Monniot.